# Koichi Wakata
Koichi Wakata (若田 光一 Wakata Kōichi, født 1. august 1963 i Ōmiya, Saitama) er JAXA astronaut og har fløjet to rumfærge-flyvninger.
Koichi Wakata er udvalgt til at være flymaskinist på Den Internationale Rumstation besætning ISS Ekspedition 19 og transporteres dertil med rumfærge-flyvningen STS-119.